# Amenucourt
Amenucourt es una comuna francesa situada en el departamento de Valle del Oise, en la región de Isla de Francia.

## Demografía
| 131 | 127 | 128 | 127 | 170 | 173 | 206 |
| Para los censos de 1962 a 1999 la población legal corresponde a la población sin duplicidades (Fuente: INSEE [Consultar]) |     |     |     |     |     |     |